# 1906 Неф
1906 Неф (1906 Naef) — астероїд головного поясу, відкритий 5 вересня 1972 року.
Тіссеранів параметр щодо Юпітера — 3,522.